# Hamstreet
Hamstreet är en ort i grevskapet Kent i sydöstra England. Orten ligger i distriktet Ashford, cirka 9,5 kilometer söder om Ashford. Tätorten (built-up area) hade 1 739 invånare vid folkräkningen år 2021.